# Villingen-Schwenningen
Villingen-Schwenningen er en by i Tyskland i delstaten Baden-Württemberg med omkring 85.000 indbyggere. Byen er den største i landkreisen  Schwarzwald-Baar.
Villingen-Schwenningen ligger i østkanten af Schwarzwald ved floden Brigach, ca. 700 m over havet. Kilden til floden Neckar ligger i Schwenningen (Schwenninger Moos).

## Historie
I middelalderen var Villingen en østrigsk by. Under reformationen forblev den katolsk. Villingen blev belejret af marskal Tallard i 1704. Oberst von Wilstorff forsvarede sig godt i de forældede fæstningsværker, og efter seks dage opgav Tallar.
Schwenningen var en landsby frem til 1800-tallet. I 1858 blev den første urfabrik oprettet, og fra den tid har urmageri og præcisionsmekanik været en vigtig industri.
Som en del af reformerne i Baden-Württemberg i 1972 blev Villingen og Schwenningen slået  sammen med flere andre nabolandsbyer, selvom  to dele  ikke hænger  sammen og har et plateau mellem sig.

## Eksterne links
- Wikimedia Commons har flere filer relateret til Villingen-Schwenningen
- Villingen-Schwenningen: Historie og billeder
- Belejringen af Villingen i 1702 Arkiveret 21. juli 2010 hos  Wayback Machine